# Mukhran Machavariani
Mukhran Machavariani (12 de abril de 1929 - 17 de maio de 2010) foi um poeta e político da Geórgia, membro do Conselho Supremo da República da Geórgia. Ele exerceu o cargo de presidente do Sindicato dos Escritores da Geórgia.